# Ava Max
Amanda Ava Koci kendt professionelt som Ava Max (16. februar 1994 Milwaukee, Wisconsin) er en amerikansk sanger og sangskriver født i Wisconsin af albanske forældre fra Tirana og Sarandë. I en alder af 8 flyttede hun med sin familie til Virginia. Hun konkurrerede i adskillige sangkonkurrencer inden hun gik på gymnasiet. I en alder af 14 flyttede hun med sin mor til Los Angeles og forfulgte en karriere inden for musik. Hun fandt, at byen var "overvældende". Et år senere vendte hun tilbage til Virginia. Hun sagde, at hun var taknemmelig for tilbagevenden, fordi det muliggjorde "en normal barndom". I en alder af 17 flyttede hun tilbage til Los Angeles. 
Under scenenavnet Ava blev hendes debutsang "Take Away the Pain" udgivet i maj 2013, og i juli 2015 frigav den canadiske DJ og producentduo Projekt 46 en remixet version af sangen. Efter år med at have demos afvist fra pladeproducenter og sangskrivere, mødte hun pladeproducent Cirkut på en middagsselskab i LA, hvor hun sang Happy Birthday til ham. Ifølge Max åbnede de"mange døre"
sammen og i juli 2016 frigav hun sangen "Anyone but you”,  en af mange sange, hun arbejdede med med Cirkut, på SoundCloud. Sangen fik trækkraft og tiltrak opmærksomheden fra forskellige pladeselskaber, som kontaktede hende via e-mail, hvilket i sidste ende fik hende til at underskrive en pladeaftale.
Ava Max er blevet mærket som en pop og dance-pop sanger. Hun voksede op ved at lytte til kunstnere som Celine Dion, Mariah Carey og Whitney Houston. Hun har også citeret Madonna, Gwen Stefani, Fergie, Britney Spears, Katy Perry, Christina Aguilera og Lady Gaga som nogle af hendes indflydelser. Max er blevet sammenlignet med Gaga for sin musik og "prangende præsentation".